# Homorod, Brașov
Homorod (în germană Hamruden, Hameruden, Hammeroden, Homoroden, Homrod, în maghiară Homoród) este satul de reședință al comunei cu același nume din județul Brașov, Transilvania, România.

## Istoric
În cursul secolului al XII-lea, în vremea regelui Geza al II-lea, au venit coloniști din Flandra (hospites flandrenses), care vorbeau o limbă puțin diferită de cea a sașilor, dar erau tot de origine germană. Ei s-au stabilit pe o colină din apropierea satului Homorod de astăzi, iar localitatea se numea pe atunci Petersdorf, după Sf. Petru, care era patronul bisericii.

## Biserica evanghelică-luterană
- Vezi și Biserica fortificată din Homorod

La sfârșitul secolului al XIII-lea, localnicii au început construcția bisericii romanice de tip sală, o raritate față de planul cu trei nave al celor mai multe biserici săsești. Arcul triumfal este înzidit, iar vechiul cor se află ascuns în parterul turnului de est. Pereții lui sunt împodobiți cu fresce care datează din trei perioade (secolele al XIII-lea, al XIV-lea și al XV-lea). Are o sală tăvănită cu cor patrat, boltit in cruce pe ogive, absida semicirculara, turn-clopotniță cu tribuna pe vest. Odata cu constructia cetatii taranesti, biserica a fost fortificata, corul si absida fiind cuprinse intr-un puternic turn.

## Fortificația
Puternică cetate țărănească săsească, cu dublă incintă (sec.XV-XVI), ridicată in jurul Bisericii Evanghelice-Lutherane (sec.XIII). Fortificația care înconjoară biserica evanghelică nu a fost niciodată cucerită. Prima incintă este rectangulară și a fost construită în secolul al XV-lea. Are turnuri pe colțuri, cu mașiculiuri. Între turnuri, zidurile aveau două drumuri de strajă suprapuse, care se sprijineau pe console de lemn. Pe latura de vest este un mic turn-poartă care străjuiește intrarea.

## Istoria recentă
În ianuarie 1945, când s-a hotărât deportarea germanilor din România în Uniunea Sovietică, toți bărbații de 17 până la 45 și femeile de 18 până la 30 ani de origine germană au fost ridicați și deportați pentru "muncă de reconstrucție" în Uniunea Sovietică. Din Homorod, au fost deportate 59 persoane. Patru din ei au murit în așa zisele lagăre de internare sovietice. După 5 ani, deținuții au fost repatriați în România, cu excepția unora care, fiind bolnavi și inapți de muncă, fuseseră expulzați deja după 2 ani în zona sovietică de ocupație a Germaniei. 

## Galerie de imagini

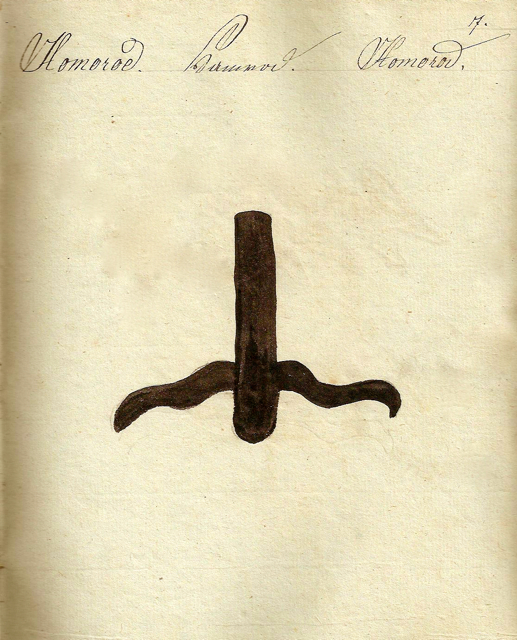
1826 - Danga pentru vitele din Homorod
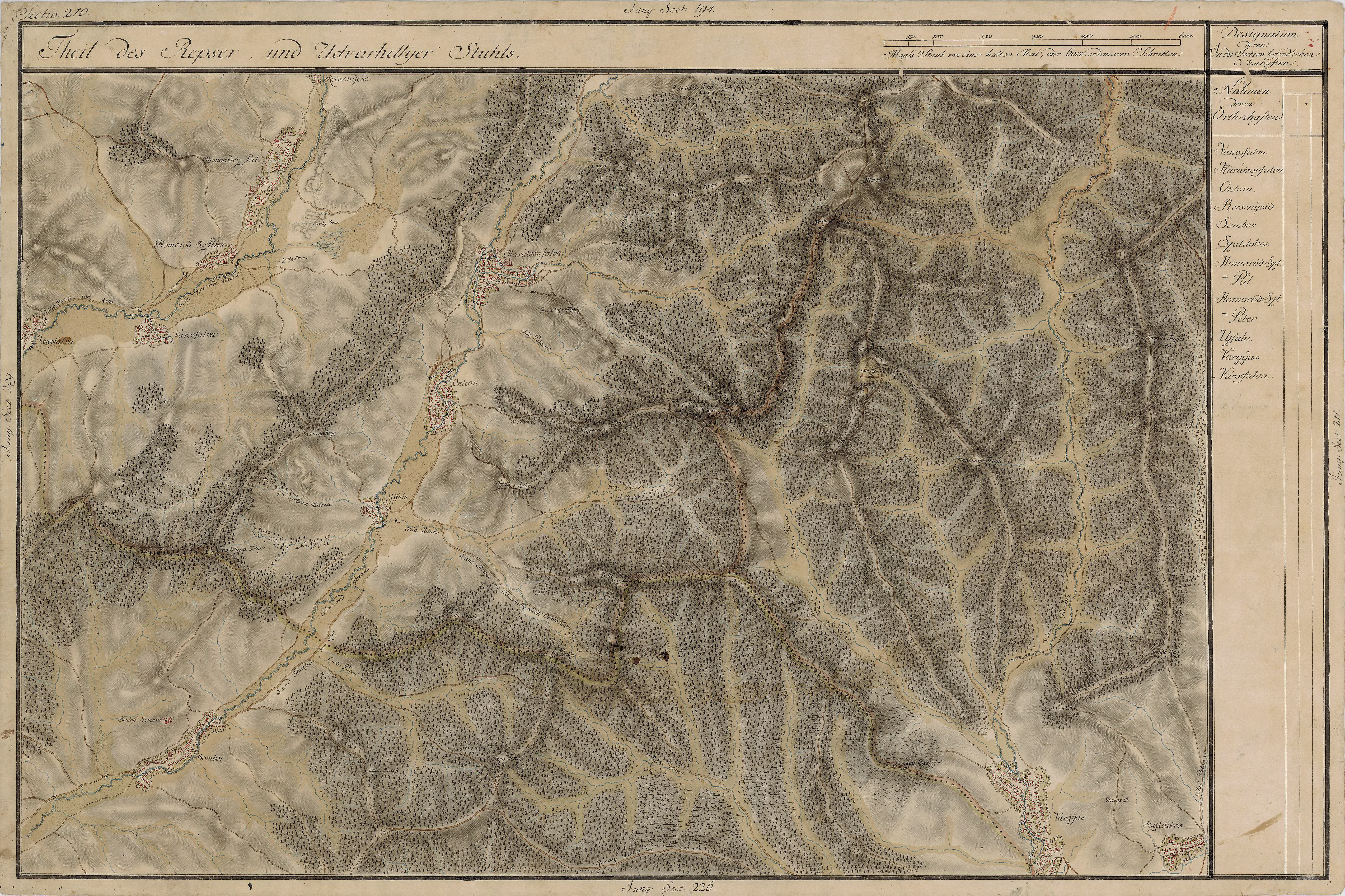
Homorod în Harta Iosefină a Transilvaniei, 1769-1773
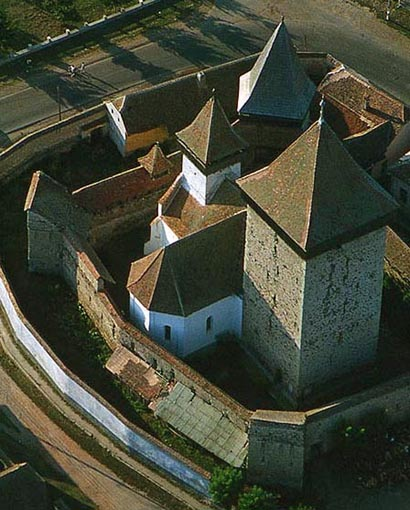
Cetatea săsească fortificată de la Homorod
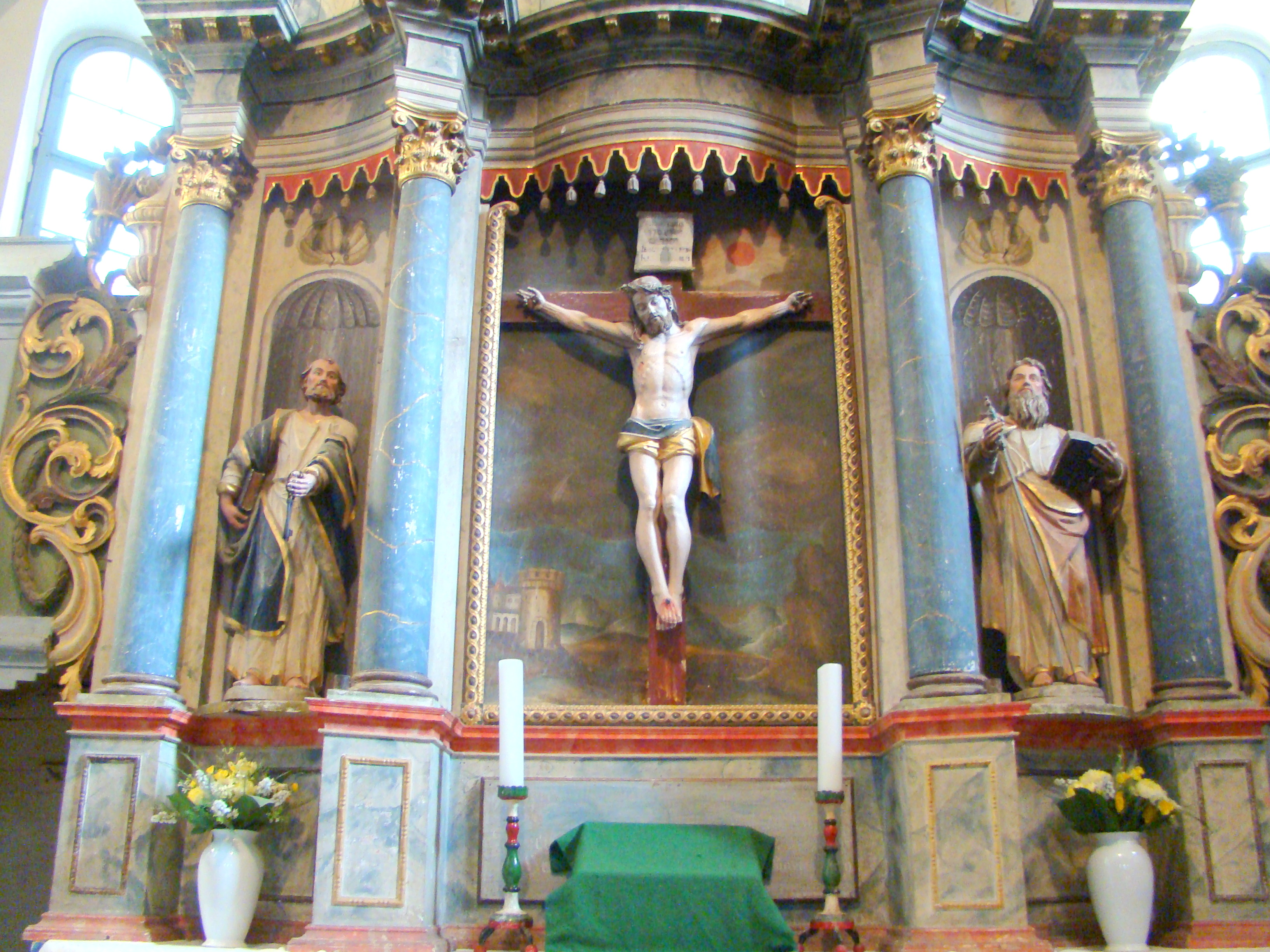
Altarul bisericii evanghelice fortificate
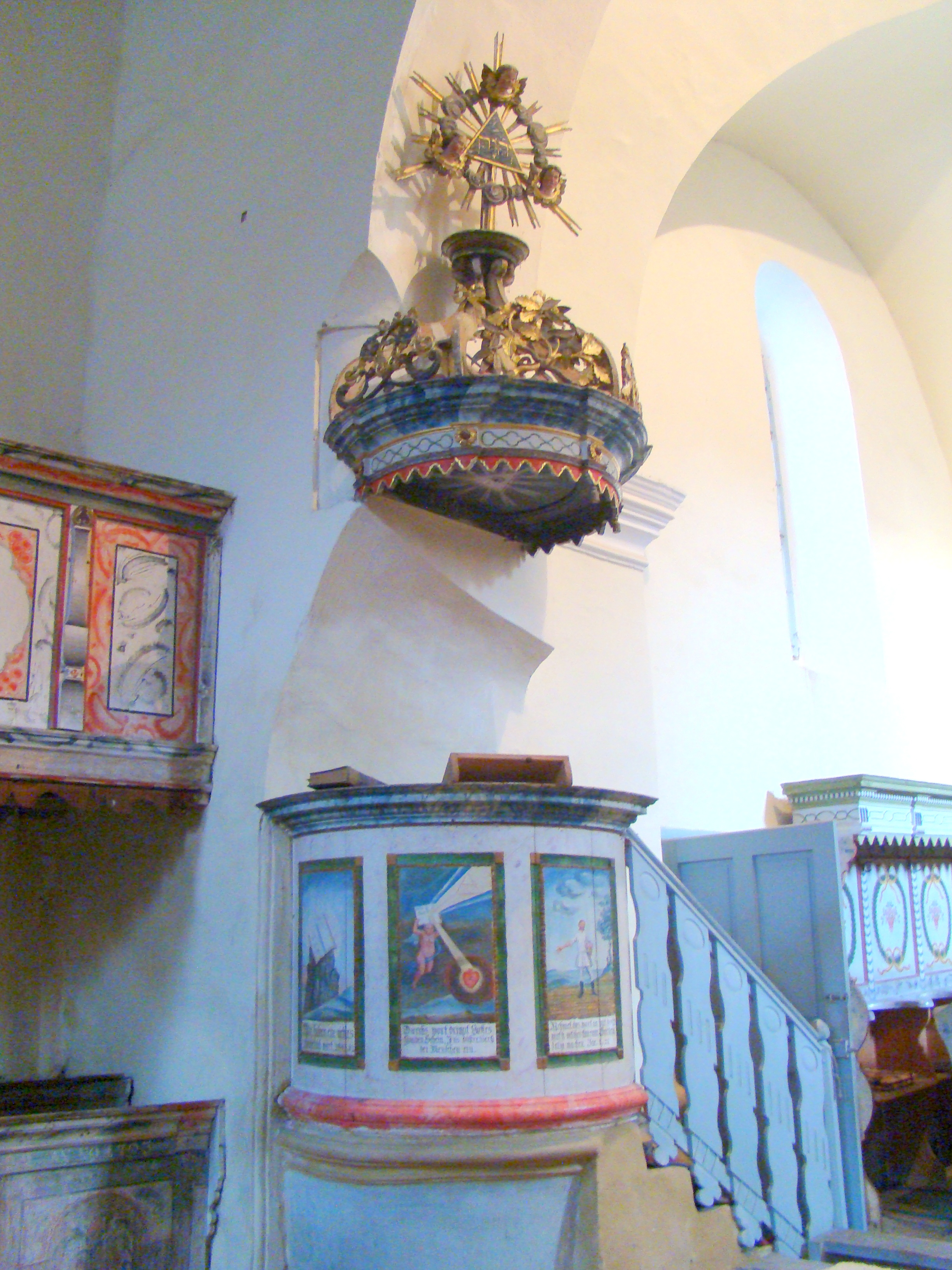
Amvonul
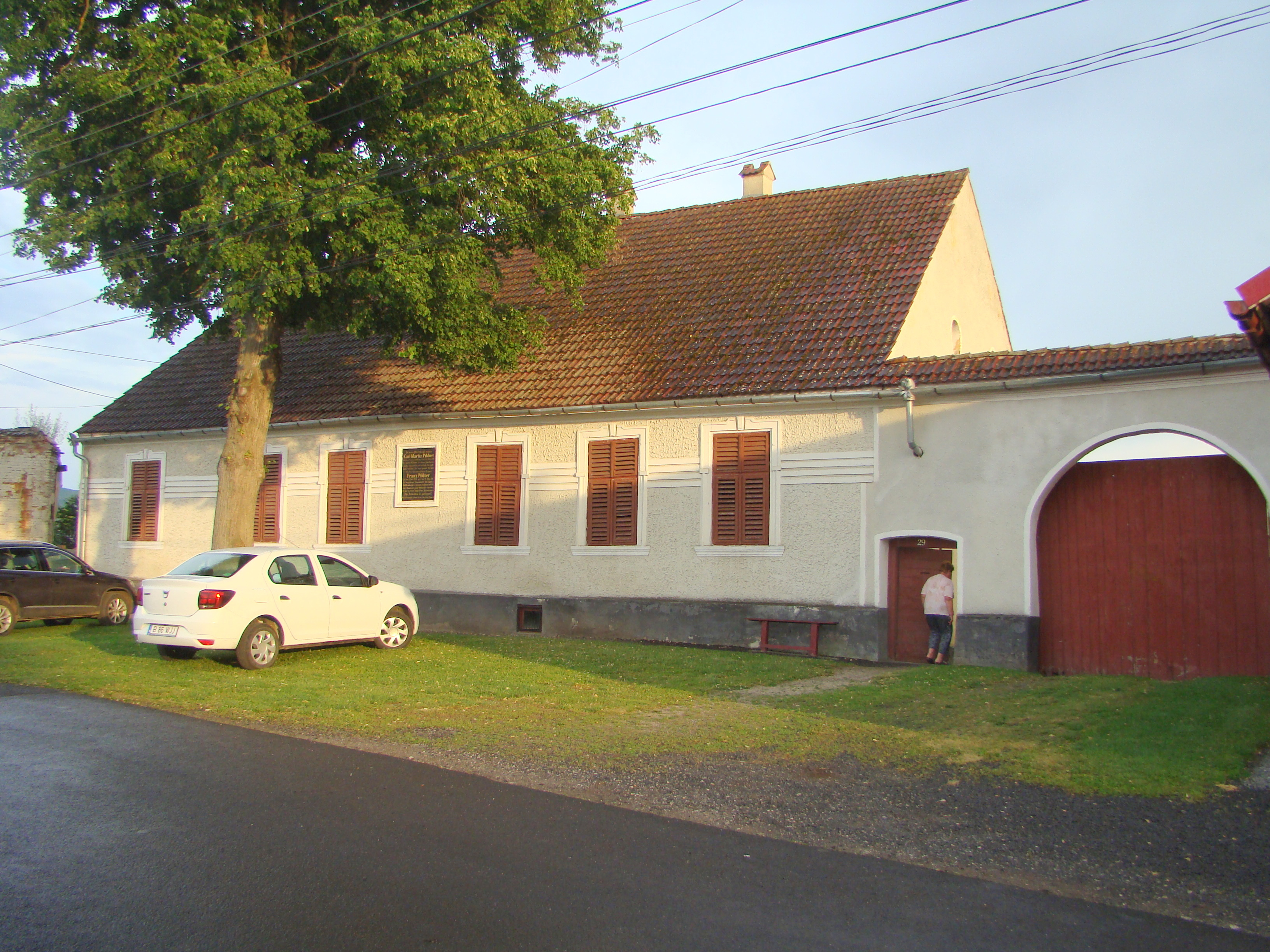
Casa parohială evanghelică
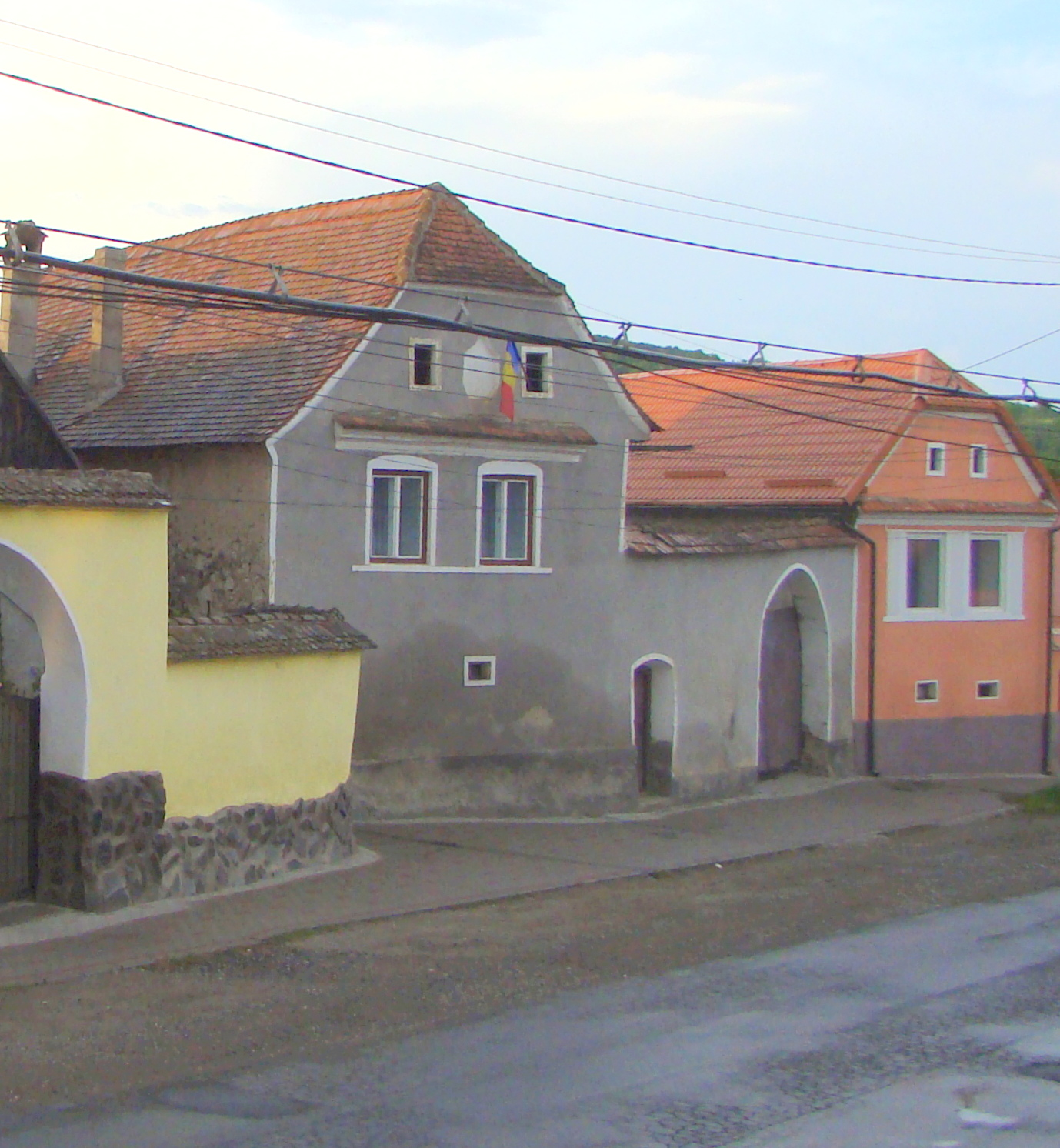
Casă (monument istoric)
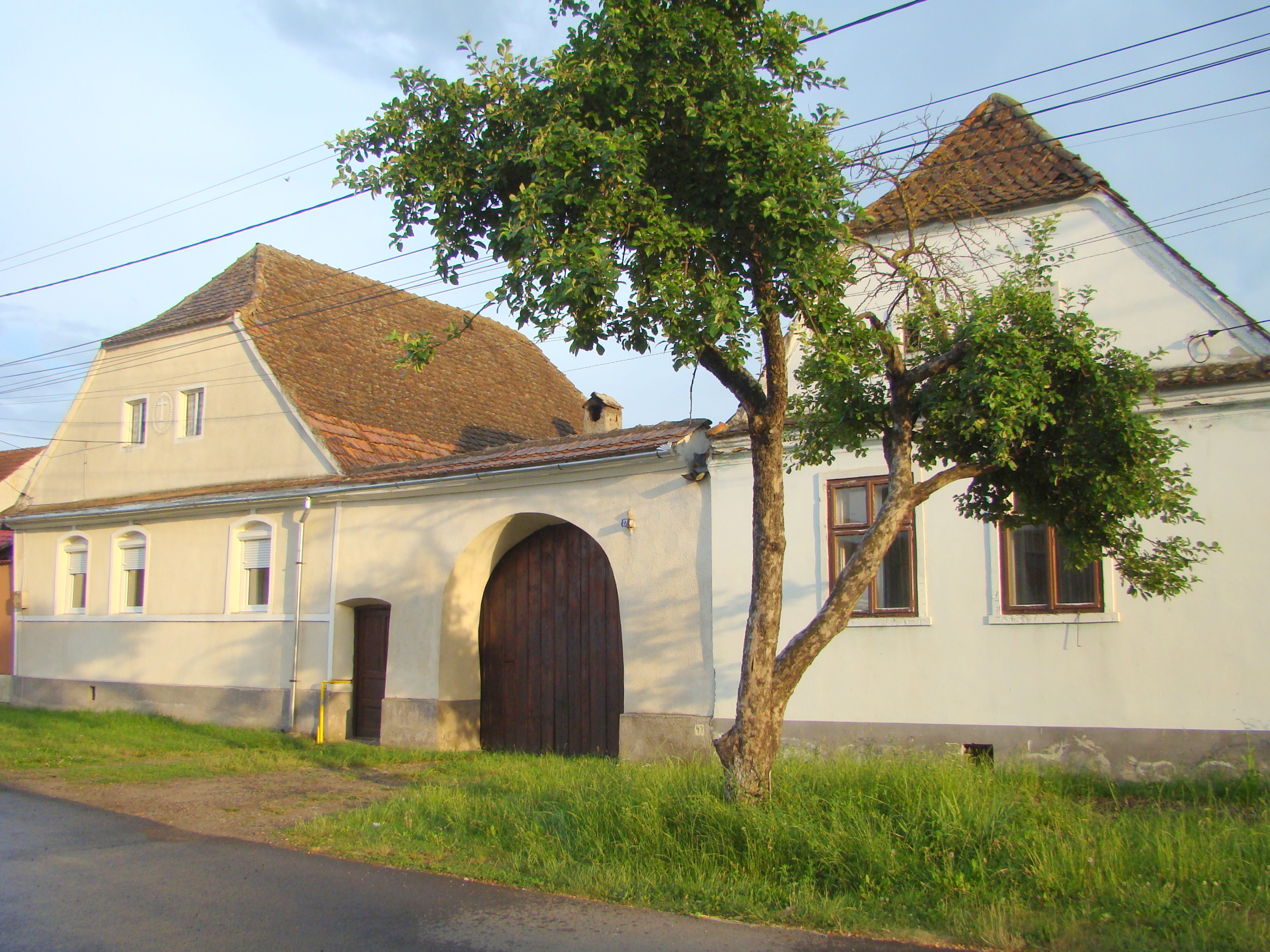
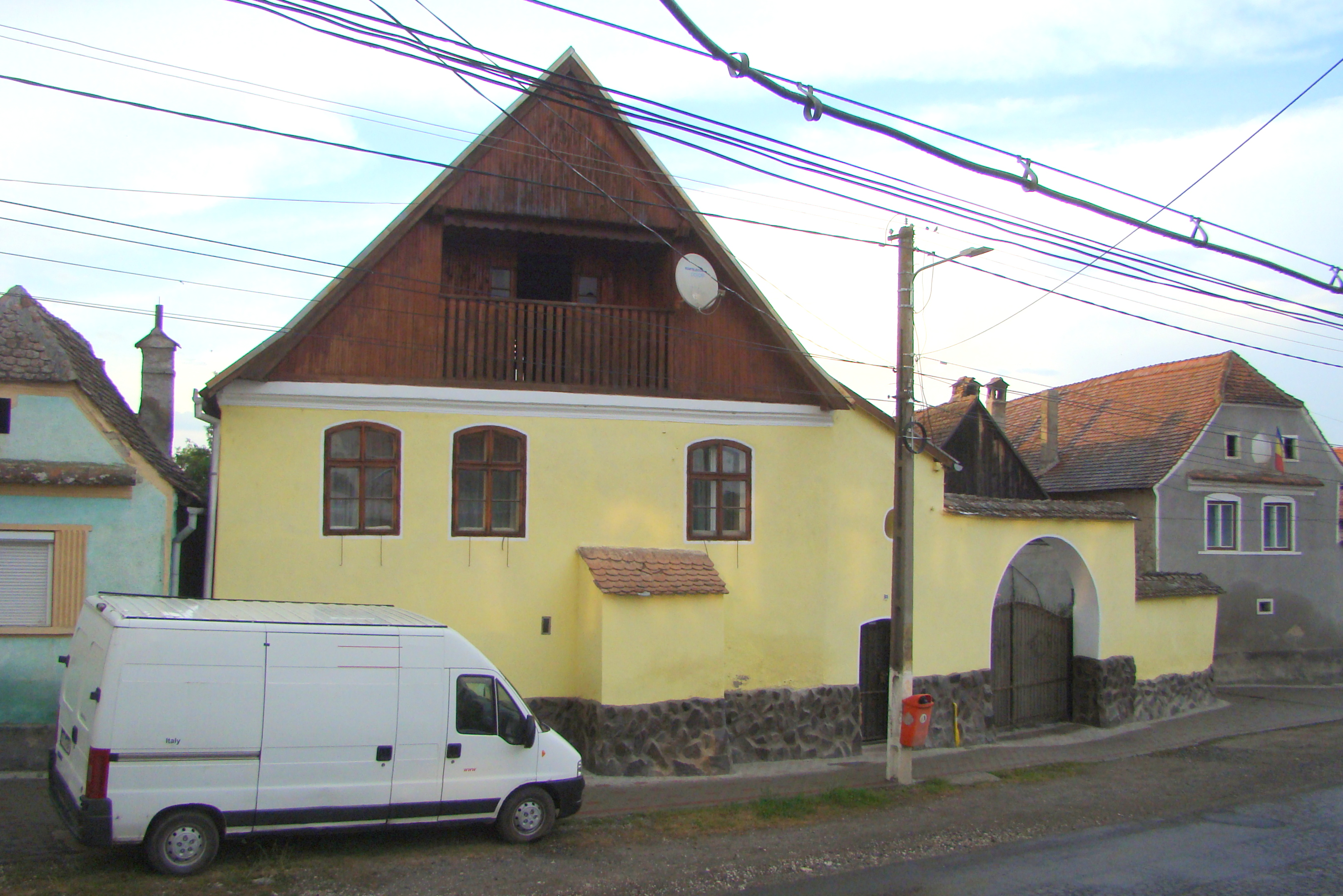
Casă (monument istoric)
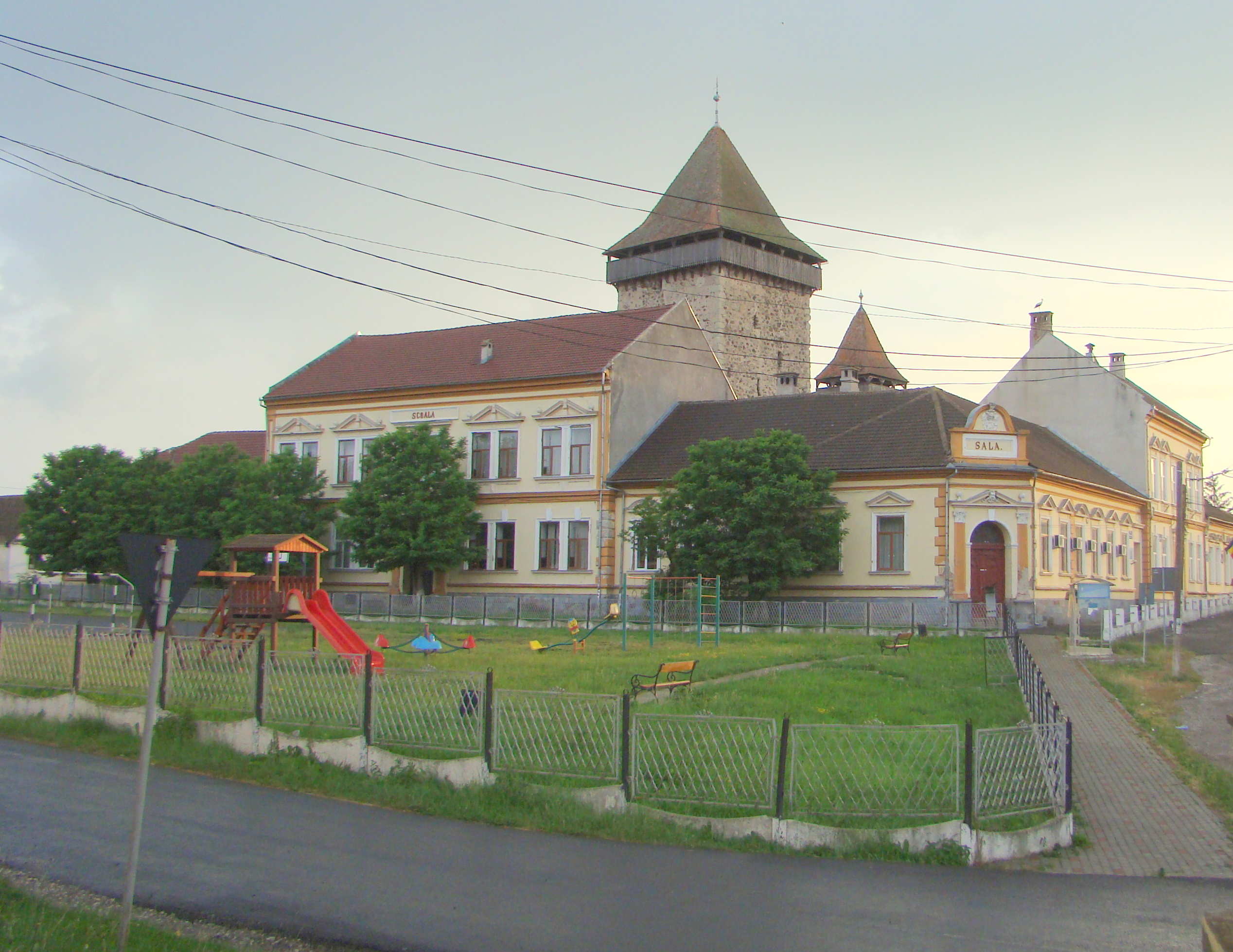